# Terme Paradiso
Terme Paradiso se nahajajo na obrobju Posavja v Dobovi, tik ob železniški postaji, oddaljene 5 km od Brežic, 6 km od izvoza iz avtoceste ter 25 km od Zagreba.

## Termalni park
Termalni kompleks zajema 1800 m2 vodnih površin odlične termalne vode v notranjem bazenu z masažnimi šobami in zunanjih bazenih, otroški bazen, počasna reka, tobogani ter bazen s čisto termlano vodo brez dodatkov. 
Vrtina se nahaja v zahodnem delu Dobove od leta 2009 v globini 706 m, s pretokom 10 l/sekundo, po potrebi do 17,5 l/sekundo. Temperatura vode je 54,6º C, pH 7,2 in celokupna mineralizacija 368 mg/l. Voda je čista, praktično brez primesi, obogatena s kalcijem, magnezijem, hidrogenkarbonatom in sulfatom. Termalna voda blagodejno vpliva zaradi svojih balneoloških in kemijskih lastnosti pri vzdrževanju funkcionalnosti gibalnega sistema in hrbtenice, poleg drugih pozitivnih učinkov pri plavanju, kopanju, podvodnih masažah in izvajanju fizioterapevtskih vaj.

## Ostala ponudba
V sklopu term je tudi svet savn - Oaza ter Hotel Paradiso, spa & wellness center, fitnes center, restavracija Paradiso ter picerija Valentina.